# Apollon Strangford
Pour les articles homonymes, voir Apollon (homonymie).
L'Apollon Strangford est une sculpture grecque d'un jeune homme nu, avec les bras et le bas des jambes manquants. Elle date d'environ 500-490 AEC, ce qui en fait l'un des tout derniers exemples de statue de type kouros, mais elle est aussi considérée comme une des premières statues grecques de style classique. Elle est en marbre de Paros La sculpture fait partie de la collection du British Museum depuis 1864, date à laquelle le musée l'a acquise de la collection de Percy Smythe, 8e vicomte Strangford. 
Le personnage est de face, en équilibre sur ses deux jambes ; la jambe droite légèrement reculée, la gauche légèrement avancée avec le genou gauche fléchi. Les deux bras supérieurs étaient repliés et il n'y a aucune trace d'attache des mains, qui devaient être libres du corps.
La tête est carrée, le visage court et large. Les cheveux sont arqués sur le front en deux rangées de boucles en spirale (trois devant les oreilles). Un filet étroit court autour de la tête au-dessus des boucles, au-dessus desquelles les cheveux sont traités en tresses plates ondulées rayonnant de la couronne ; les extrémités sont relevées à partir du cou en un rouleau, repliées sous et sur le filet (les soi-disant crobylos). Cinq trous sont percés dans les cheveux, un au milieu du front, un au-dessus de l'oreille droite, deux au-dessus de la gauche et un, plus grand, sur le dessus de la tête. Sous les aisselles les côtes sont nettement marquées et encadrées vers l'arrière par un relief. Le bas-ventre est trop long ; le nombril est placé haut et en forme d'œil. Le dos est modelé avec une taille fortement incurvée et des fesses lourdes. Les jambes montrent une exagération des muscles des cuisses, les rotules sont soigneusement travaillées.